# اتو هسه
اتو هسه (انگلیسی: Otto Hesse؛ ۲۲ آوریل ۱۸۱۱ – ۴ اوت ۱۸۷۴) یک ریاضی‌دان اهل آلمان بود.